# 剣崎天神山古墳
剣崎天神山古墳（けんざきてんじんやまこふん）は、群馬県高崎市剣崎町にあった古墳。形状は円墳。現在では墳丘は失われている。出土石製模造品は群馬県指定重要文化財に指定されている。

## 概要

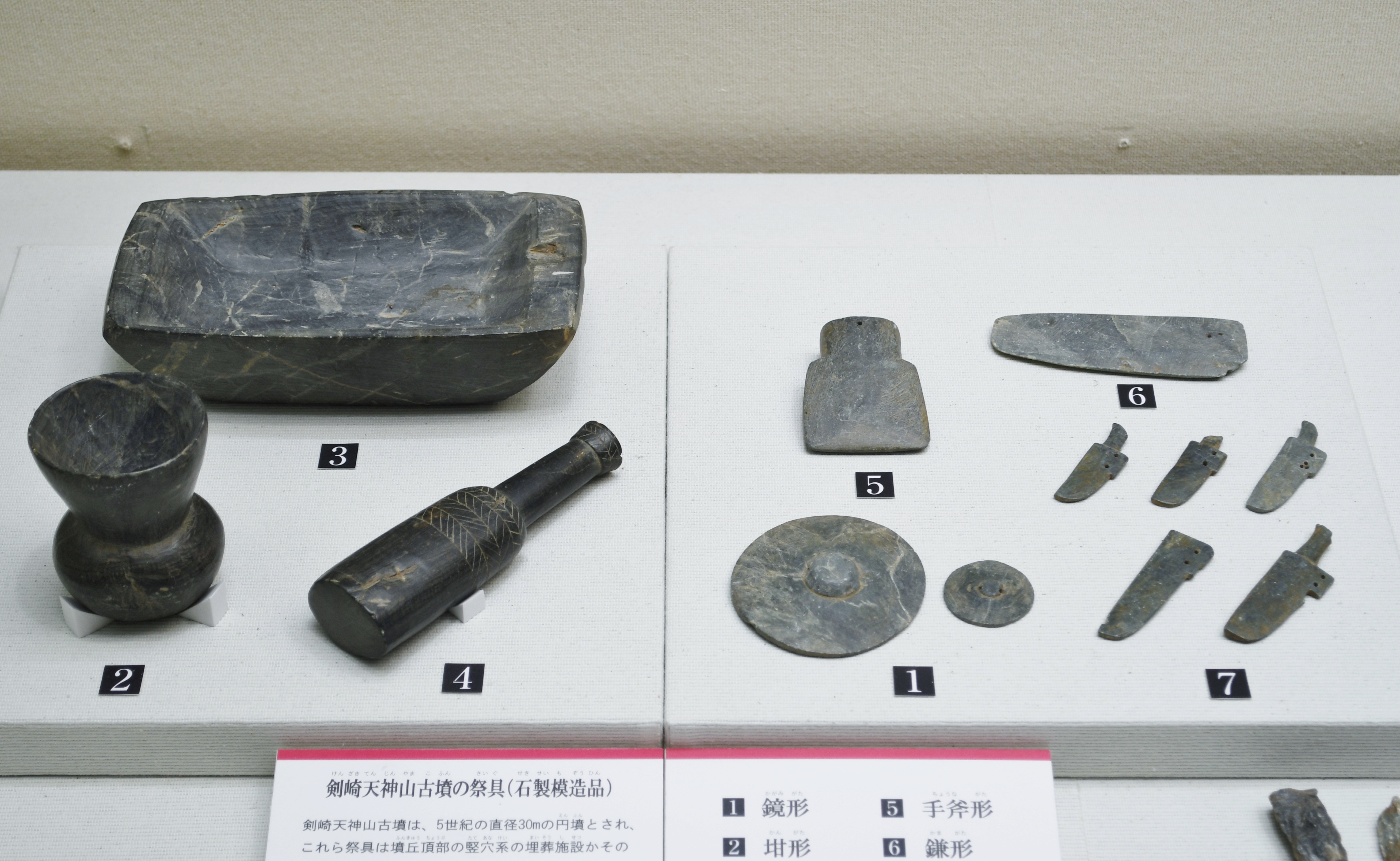
石製模造品（群馬県指定重要文化財）群馬県立歴史博物館展示。

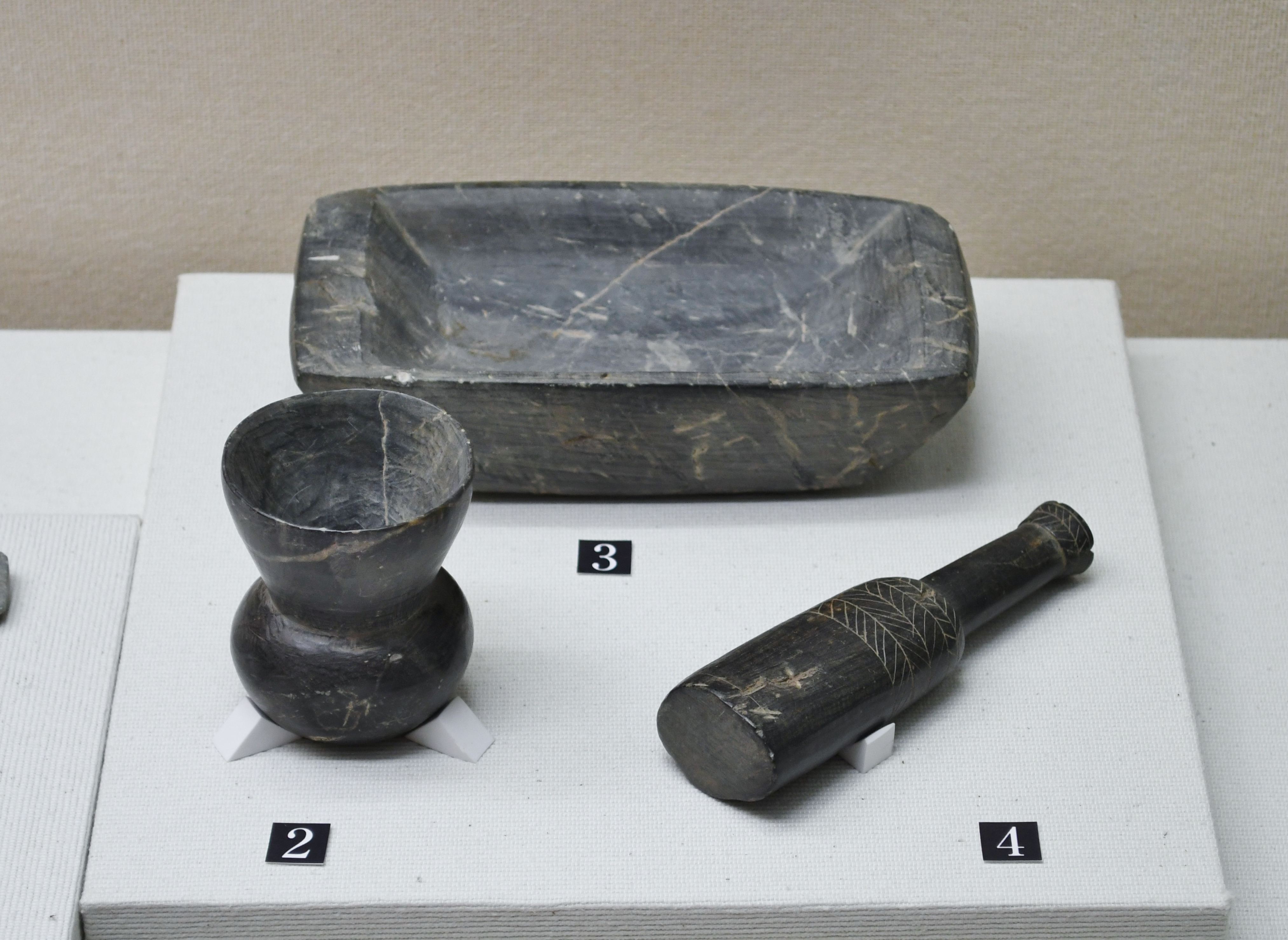
坩形・槽形・杵形

群馬県中部、碓氷川と烏川に挟まれた舌状台地上に築造された古墳である。現在は土取りによって消滅している。
墳形は円形で、直径30メートル・高さ6メートルを測った。葺石・埴輪の有無は明らかでない。また埋葬施設も明らかでないが、木棺直葬または粘土槨と推定される。出土品としては、土取りの際に墳丘中央部高所から滑石製模造品8種79点（琴柱1・鏡2・坩1・槽1・杵1・手斧1・鎌1・刀子71）が出土しているほか、石製模造品数点・鉄製刀剣類が出土したという（現在は所在不明）。築造時期は古墳時代中期の5世紀後半頃と推定される。
出土石製模造品は1975年（昭和50年）に群馬県指定重要文化財に指定されている。

## 文化財

### 群馬県指定文化財
- 重要文化財（有形文化財）
  - 剣崎天神山古墳出土石製模造品 79点（考古資料） - 所有者は群馬県。群馬県立歴史博物館保管。1975年（昭和50年）9月5日指定[2]。

## 関連施設
- 群馬県立歴史博物館（高崎市綿貫町） - 剣崎天神山古墳の出土品を保管・展示。

## 関連文献
（記事執筆に使用していない関連文献）
- 外山和夫「石製模造品類を出土した高崎市剣崎天神山古墳をめぐって」『考古學雜誌』第62巻第2号、考古學會、1979年、125-147頁。
- 「剣崎天神山古墳」『新編高崎市史』 資料編1 原始古代I、高崎市、1999年。